# Ярославський моторний завод
Ярославський моторний завод (рос. Ярославский моторный завод) — машинобудівельне підприємство в місті Ярославль, Росія. Повна назва підприємства «Відкрите акціонерне товариство „Автодизель“ (Ярославський моторний завод)».
Завод був заснований 1916 року російським авіатором і промисловцем В. А. Лебедевим для виробництва легкових і санітарних автомобілів. За час свого існування завод випускав багато моделей вантажівок, тролейбусів, військової техніки. Зараз він спеціалізується на виробництві дизельних, електричних, інших двигунів та запчастин.

## Історія

### Назви
- до 1918 — Автомобильный завод АО «В. А. Лебедев»
- до 1926 — Первый государственный авторемонтный завод (1-й ЯГАРЗ)
- до 1933 — Ярославский государственный автомобильный завод № 3 (ЯГАЗ)
- до 1958 — Ярославский автомобильный завод (ЯАЗ)
- до 1971 — Ярославский моторный завод (ЯМЗ)
- до 1993 — Головное предприятие ПО «Автодизель»

### Керівники
Директорами підприємства в різні роки були:
- С. А. Есенин (1931—1937),
- А. А. Никаноров (1940—1945),
- И. П. Гусев (1945—1950),
- Е. А. Башинджагян (1958),
- А. М. Добрынин (1961—1982),
- В. А. Долецкий (1982—1997),
- В. Е. Савельев (1997—2002),
- А. Н. Петров (2002—2005),
- Н. А. Александрычев (2005—2007),
- В. С. Кадылкин (2007—2013),
- А. К. Коренков (2013—2014),
- А. А. Матюшин (2014 — донині).

## Галерея

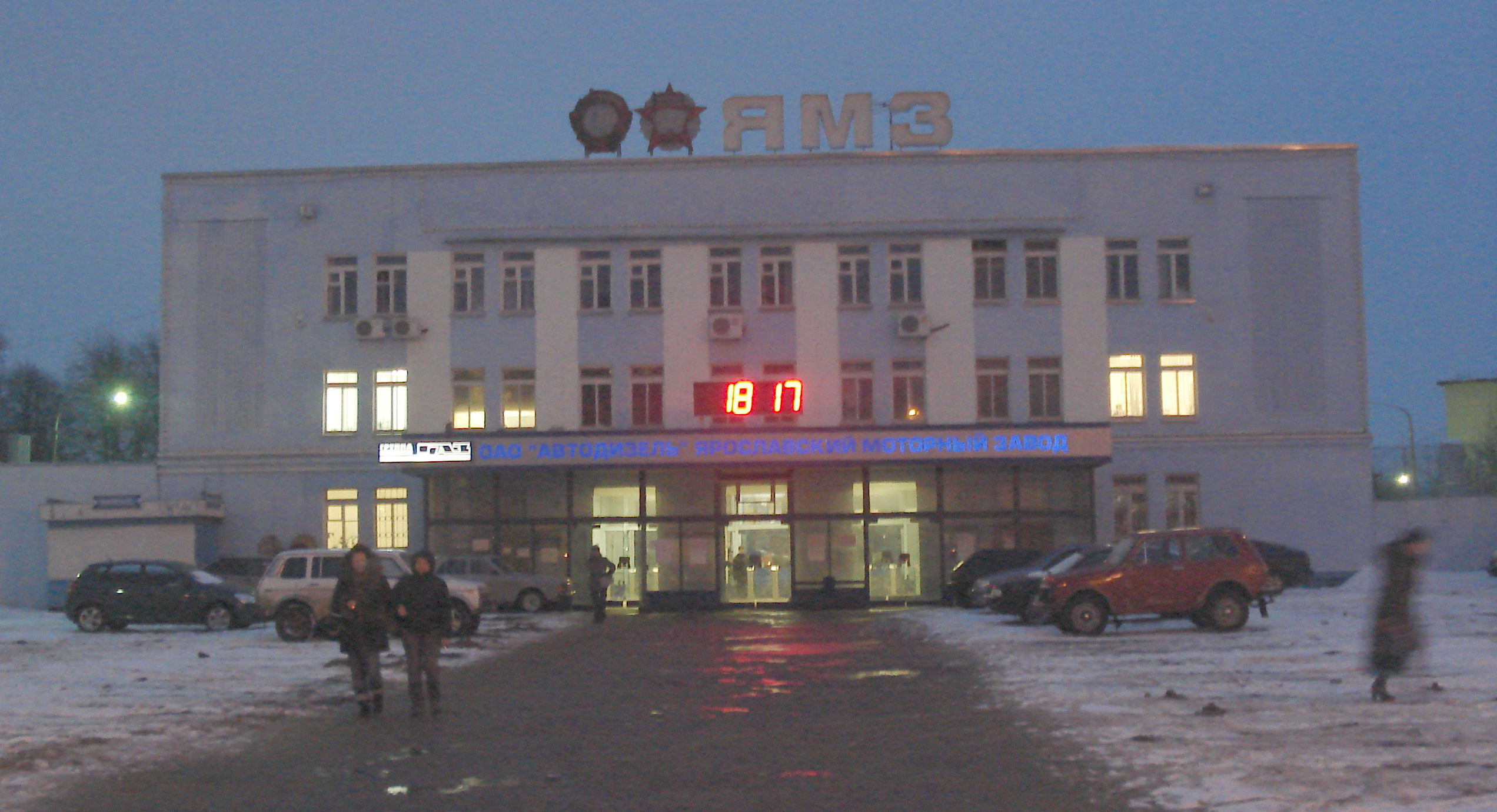
Центральна прохідна заводу
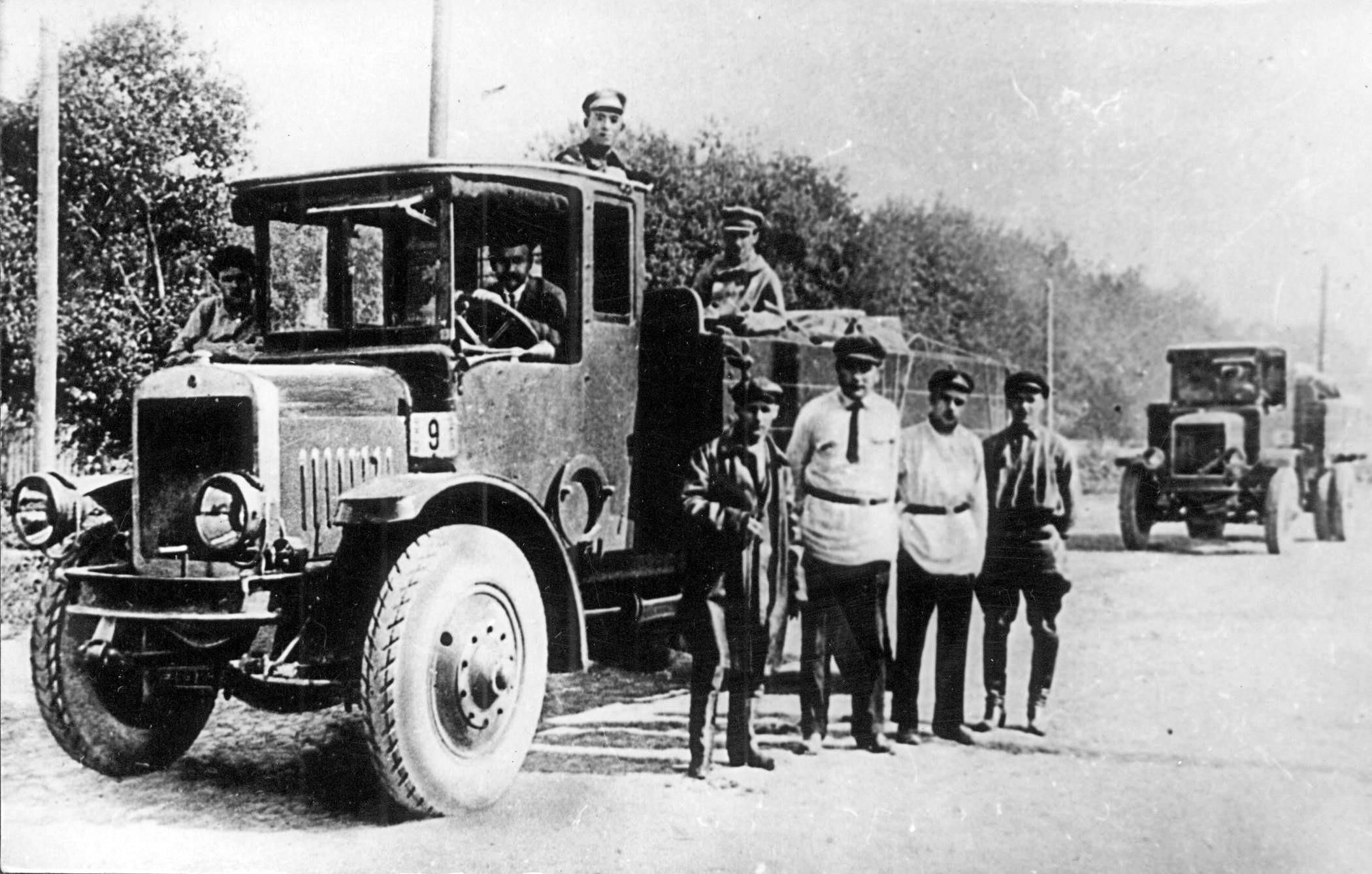
Перші радянські важкі вантажівки Я-3 перед випробувальним пробігом
5-тонна вантажівка Я-55-тонна вантажівка Я-5
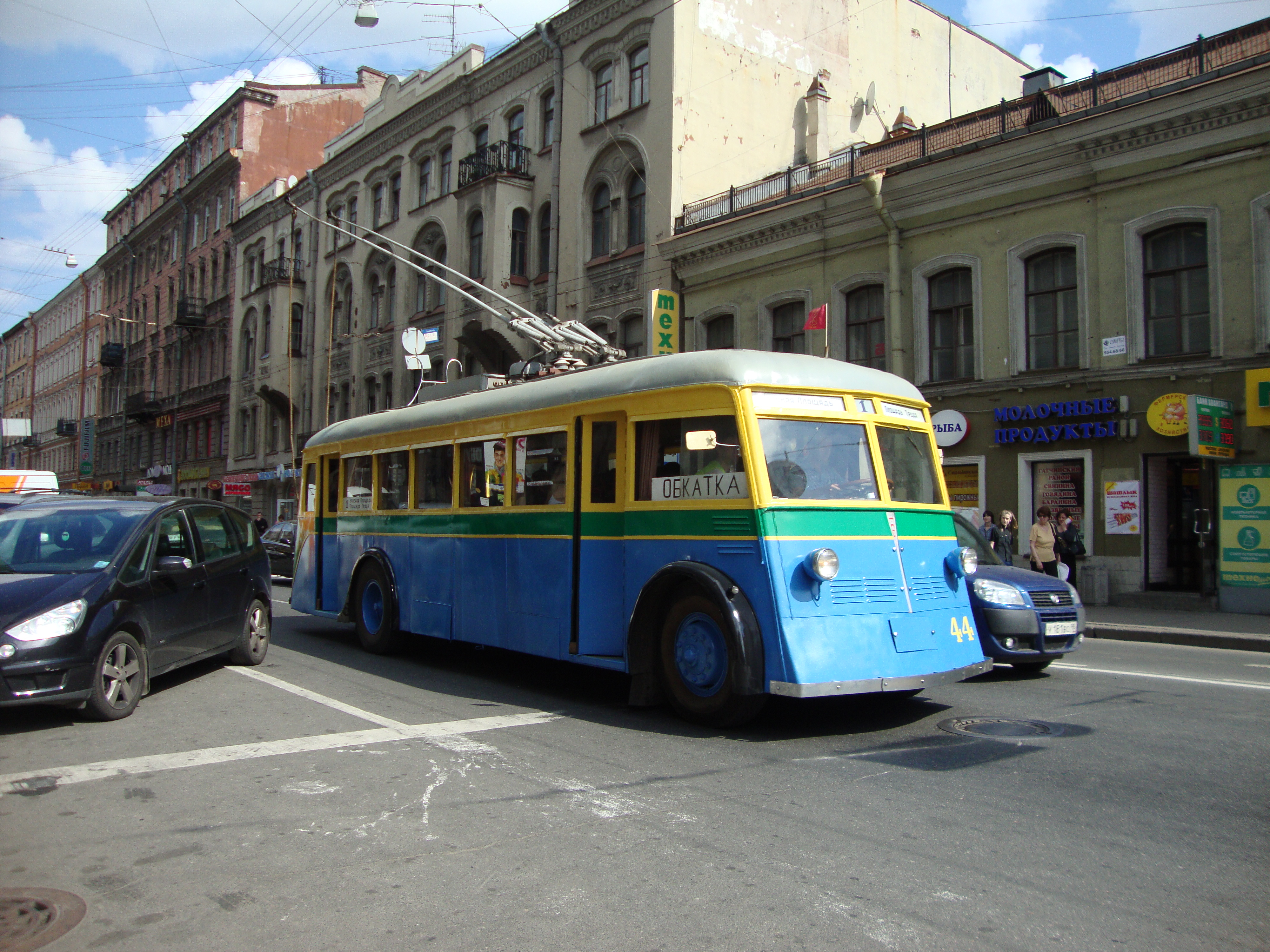
Відновлений ЯТБ-1 у Санкт-Петербурзі